# Liste der Baudenkmäler im Kölner Stadtteil Raderthal
Die folgende Liste enthält die in der Denkmalliste ausgewiesenen Baudenkmäler auf dem Gebiet des Stadtteils Köln-Raderthal, Stadtbezirk Köln-Rodenkirchen, Nordrhein-Westfalen.
Hinweis: Die Reihenfolge der Baudenkmäler in dieser Liste orientiert sich an den Straßennamen und ist alternativ nach Hausnummern, Denkmallistennummer oder Bezeichnung sortierbar.
Basis ist die offizielle Kölner Denkmalliste (Stand: 16. August 2012), die Baudenkmäler und Denkmalbereiche auflistet. Dabei kann es sich beispielsweise um Sakralbauten, Wohn- und Fachwerkhäuser, historische Gutshöfe und Adelsbauten, Industrieanlagen, Wegekreuze und andere Kleindenkmäler sowie Grabmale und Grabstätten, die eine besondere Bedeutung für die Geschichte Kölns haben, handeln. Grundlage für die Aufnahme in die offiziellen Denkmallisten ist das Denkmalschutzgesetz Nordrhein Westfalens.

| Bild                                    | Bezeichnung                                                  | Lage                                       | Beschreibung                                                                      | Bauzeit | Einge- tragen seit | Denk- mal- nr. |
| --------------------------------------- | ------------------------------------------------------------ | ------------------------------------------ | --------------------------------------------------------------------------------- | ------- | ------------------ | -------------- |
| Fotos hochladen                         | ehem. Friedhof mit Hochkreuz                                 | Raderthal Bonner Str. o. Nr. Karte         |                                                                                   |         | 1. Juli 1980       | 184            |
| BW                                      | Volksparksiedlung Raderthal                                  | Raderthal Buschdorfer Str. 1–11 Karte      |                                                                                   |         | 25. April 1995     | 7444           |
| BW                                      | Volksparksiedlung Raderthal                                  | Raderthal Buschdorfer Str. 2–4 Karte       |                                                                                   |         | 25. April 1995     | 7444           |
| BW                                      | Volksparksiedlung Raderthal                                  | Raderthal Buschdorfer Str. 14–16 Karte     |                                                                                   |         | 25. April 1995     | 7444           |
| BW                                      | Volksparksiedlung Raderthal                                  | Raderthal Buschdorfer Str. 15–17 Karte     |                                                                                   |         | 25. April 1995     | 7444           |
| BW                                      | Volksparksiedlung Raderthal                                  | Raderthal Buschdorfer Str. 29–31 Karte     |                                                                                   |         | 25. April 1995     | 7444           |
| BW                                      | Volksparksiedlung Raderthal                                  | Raderthal Dransdorfer Str. 37–43 Karte     |                                                                                   |         | 25. April 1995     | 7444           |
| BW                                      | Volksparksiedlung Raderthal                                  | Raderthal Dransdorfer Str. 58–68 Karte     |                                                                                   |         | 25. April 1995     | 7444           |
| weitere Bilder Fotos hochladen          | Volksparksiedlung Raderthal                                  | Raderthal Eckdorfer Str. 1–9 Karte         | Wohnhaus Eckdorfer Straße 3                                                       |         | 25. April 1995     | 7444           |
| weitere Bilder Fotos hochladen          | Volksparksiedlung Raderthal                                  | Raderthal Eckdorfer Str. 2–8 Karte         | Wohnhaus Eckdorfer Straße 8                                                       |         | 25. April 1995     | 7444           |
| Fotos hochladen                         | Volksparksiedlung Raderthal                                  | Raderthal Faßbenderkaul 2 Karte            |                                                                                   |         | 25. April 1995     | 7444           |
| Fotos hochladen                         | Volksparksiedlung Raderthal                                  | Raderthal Heidekaul 1–9 Karte              |                                                                                   |         | 25. April 1995     | 7444           |
| Fotos hochladen                         | Volksparksiedlung Raderthal                                  | Raderthal Heidekaul 11–33 Karte            |                                                                                   |         | 25. April 1995     | 7444           |
| BW                                      | Volksparksiedlung Raderthal                                  | Raderthal Herseler Str. 1–7 Karte          |                                                                                   |         | 25. April 1995     | 7444           |
| BW                                      | Volksparksiedlung Raderthal                                  | Raderthal Herseler Str. 2–4 Karte          |                                                                                   |         | 25. April 1995     | 7444           |
| BW                                      | Volksparksiedlung Raderthal                                  | Raderthal Herseler Str. 14–16 Karte        |                                                                                   |         | 25. April 1995     | 7444           |
| BW                                      | Volksparksiedlung Raderthal                                  | Raderthal Herseler Str. 19–21 Karte        |                                                                                   |         | 25. April 1995     | 7444           |
| BW                                      | Volksparksiedlung Raderthal                                  | Raderthal Hitzelerstr. 68, 72 Karte        |                                                                                   |         | 25. April 1995     | 7444           |
| BW                                      | Volksparksiedlung Raderthal                                  | Raderthal Hitzelerstr. 76, 80 Karte        |                                                                                   |         | 25. April 1995     | 7444           |
| BW                                      | Volksparksiedlung Raderthal                                  | Raderthal Hitzelerstr. 77–79 Karte         |                                                                                   |         | 25. April 1995     | 7444           |
| BW                                      | Volksparksiedlung Raderthal                                  | Raderthal Hitzelerstr. 84, 88 Karte        |                                                                                   |         | 25. April 1995     | 7444           |
| BW                                      | Volksparksiedlung Raderthal                                  | Raderthal Hitzelerstr. 89–95 Karte         |                                                                                   |         | 25. April 1995     | 7444           |
| BW                                      | Volksparksiedlung Raderthal                                  | Raderthal Hitzelerstr. 92, 96 Karte        |                                                                                   |         | 25. April 1995     | 7444           |
| Fotos hochladen                         | Volksparksiedlung Raderthal                                  | Raderthal Hitzelerstr. 100–104 Karte       |                                                                                   |         | 25. April 1995     | 7444           |
| weitere Bilder Fotos hochladen          | ehem. Sendehaus des WDR                                      | Raderthal Hitzelerstr. 125 Karte           | Ehemaliges Funkhaus der WERAG (Vorläufergesellschaft des WDR), Hitzelerstraße 125 |         | 1. September 1997  | 8150           |
| BW                                      | Volksparksiedlung Raderthal                                  | Raderthal Hochkirchener Str. 1–011 Karte   |                                                                                   |         | 25. April 1995     | 7444           |
| Fotos hochladen                         | Wasserwerksgebäude Hochkirchen                               | Raderthal Im Wasserwerkswäldchen o. Nr.    |                                                                                   |         | 11. Januar 1996    | 7730           |
| weitere Bilder Fotos hochladen          | Volksparksiedlung Raderthal                                  | Raderthal Immendorfer Weg 1–9 Karte        | Wohnhäuser Immendorfer Weg 1-9                                                    |         | 25. April 1995     | 7444           |
| weitere Bilder Fotos hochladen          | Volksparksiedlung Raderthal                                  | Raderthal Immendorfer Weg 2–10 Karte       | Wohnhäuser Immendorfer Weg 2-10                                                   |         | 25. April 1995     | 7444           |
| Fotos hochladen                         | Volksparksiedlung Raderthal / Bundeswehrfachschule           | Raderthal Kardorfer Str. 1–1a              |                                                                                   |         | 25. April 1995     | 7444           |
| BW                                      | Allee                                                        | Raderthal Kardorfer Str. o. Nr. Karte      |                                                                                   |         | 1. Juli 1980       | 204            |
| BW                                      | Volksparksiedlung Raderthal                                  | Raderthal Kreibohmstr. 1–27 Karte          |                                                                                   |         | 25. April 1995     | 7444           |
| BW                                      | Volksparksiedlung Raderthal                                  | Raderthal Kreibohmstr. 2–18 Karte          |                                                                                   |         | 25. April 1995     | 7444           |
| Fotos hochladen                         | Platzanlage                                                  | Raderthal Markusplatz o. Nr.               |                                                                                   |         | 1. Juli 1980       | 211            |
| Fotos hochladen                         | Allee                                                        | Raderthal Markusstr. o. Nr.                |                                                                                   |         | 1. Juli 1980       | 212            |
| Direkt Bild zu diesem Denkmal hochladen | Grünanlage                                                   | Raderthal Militärringstr. o. Nr.           |                                                                                   |         | 1. März 2004       | 216            |
| weitere Bilder Fotos hochladen          | Volksparksiedlung Raderthal                                  | Raderthal Pingsdorfer Str. 2–10 Karte      | Wohnhaus Pingsdorfer Straße 8                                                     |         | 25. April 1995     | 7444           |
| weitere Bilder Fotos hochladen          | Volksparksiedlung Raderthal                                  | Raderthal Pingsdorfer Str. 3–9 Karte       | Wohnhaus Pingsdorfer Straße 7                                                     |         | 25. April 1995     | 7444           |
| Direkt Bild zu diesem Denkmal hochladen | Allee                                                        | Raderthal Pingsdorfer Str. o. Nr.          |                                                                                   |         | 1. Juli 1980       | 223            |
| Fotos hochladen                         | Volksparksiedlung Raderthal                                  | Raderthal Rösberger Str. 1–17              |                                                                                   |         | 25. April 1995     | 7444           |
| Direkt Bild zu diesem Denkmal hochladen | Volksparksiedlung Raderthal                                  | Raderthal Rösberger Str. 2–18              |                                                                                   |         | 25. April 1995     | 7444           |
| Fotos hochladen                         | Wohnhaus                                                     | Raderthal Schulze-Delitzsch-Str. 75        |                                                                                   |         | 3. Juli 1986       | 3646           |
| Fotos hochladen                         | Wohnhaus                                                     | Raderthal Schulze-Delitzsch-Str. 78        |                                                                                   |         | 9. Februar 1984    | 2140           |
| Fotos hochladen                         | Wohnhaus                                                     | Raderthal Schulze-Delitzsch-Str. 80        |                                                                                   |         | 18. Juli 1996      | 7919           |
| Fotos hochladen                         | Wohnhaus                                                     | Raderthal Schulze-Delitzsch-Str. 81        |                                                                                   |         | 16. Dezember 1991  | 6312           |
| Fotos hochladen                         | Wohnhaus                                                     | Raderthal Schulze-Delitzsch-Str. 82        |                                                                                   |         | 17. Januar 1997    | 8040           |
| Fotos hochladen                         | Wohnhaus                                                     | Raderthal Schulze-Delitzsch-Str. 84        |                                                                                   |         | 16. Oktober 1997   | 8185           |
| Fotos hochladen                         | Wohnhaus                                                     | Raderthal Schulze-Delitzsch-Str. 86        |                                                                                   |         | 20. Juni 1989      | 5069           |
| Fotos hochladen                         | Wohnhaus                                                     | Raderthal Schulze-Delitzsch-Str. 89        |                                                                                   |         | 12. Mai 1989       | 4965           |
| Fotos hochladen                         | Wohnhaus                                                     | Raderthal Schulze-Delitzsch-Str. 93        |                                                                                   |         | 6. März 1995       | 7422           |
| Fotos hochladen                         | Wohnhaus                                                     | Raderthal Schulze-Delitzsch-Str. 94        |                                                                                   |         | 21. Januar 1982    | 958            |
| Fotos hochladen                         | Wohnhaus                                                     | Raderthal Schulze-Delitzsch-Str. 100       |                                                                                   |         | 28. April 1994     | 7137           |
| Fotos hochladen                         | Wohnhaus                                                     | Raderthal Schulze-Delitzsch-Str. 102       |                                                                                   |         | 6. März 1995       | 7423           |
| Fotos hochladen                         | Wohnhaus                                                     | Raderthal Schulze-Delitzsch-Str. 104       |                                                                                   |         | 13. Oktober 1987   | 4300           |
| Fotos hochladen                         | straßenseitige Fassade u. Dach des Wohn- und Geschäftshauses | Raderthal Schulze-Delitzsch-Str. 108       |                                                                                   |         | 25. Juli 2002      | 8587           |
| Direkt Bild zu diesem Denkmal hochladen | Volksparksiedlung Raderthal                                  | Raderthal Schwadorfer Str. 14–24           |                                                                                   |         | 25. April 1995     | 7444           |
| weitere Bilder Fotos hochladen          | Volksparksiedlung Raderthal                                  | Raderthal Swisttalstr. 2–12 Karte          | Wohnhäuser Swisttalstraße 2-4                                                     |         | 25. April 1995     | 7444           |
| weitere Bilder Fotos hochladen          | Volksparksiedlung Raderthal                                  | Raderthal Swisttalstr. 5–15 Karte          | Wohnhäuser Swisttalstraße 5-9                                                     |         | 25. April 1995     | 7444           |
| Direkt Bild zu diesem Denkmal hochladen | Volksparksiedlung Raderthal                                  | Raderthal Swisttalstr. 16–34               |                                                                                   |         | 25. April 1995     | 7444           |
| weitere Bilder Fotos hochladen          | Volksparksiedlung Raderthal                                  | Raderthal Swisttalstr. 19-23, 27 Karte     | Wohnhäuser Swisttalstraße 19-23                                                   |         | 25. April 1995     | 7444           |
| weitere Bilder Fotos hochladen          | Volksparksiedlung Raderthal                                  | Raderthal Swisttalstr. 33–37 Karte         | Wohnhäuser Swisttalstraße 33-37                                                   |         | 25. April 1995     | 7444           |
| Fotos hochladen                         | Volksparksiedlung Raderthal                                  | Raderthal Urfelder Str. 2                  |                                                                                   |         | 25. April 1995     | 7444           |
| weitere Bilder Fotos hochladen          | Fritz-Encke-Volkspark – Grünanlage mit Pavillon              | Raderthal Volkspark o. Nr.                 |                                                                                   |         | 1. Juli 1980       | 240            |
| Direkt Bild zu diesem Denkmal hochladen | Volksparksiedlung Raderthal                                  | Raderthal Volksparksiedlung Raderthal. Nr. |                                                                                   |         | 25. April 1995     | 7444           |
| Direkt Bild zu diesem Denkmal hochladen | Volksparksiedlung Raderthal                                  | Raderthal Widdiger Str. 1, 5, 9            |                                                                                   |         | 25. April 1995     | 7444           |
| Direkt Bild zu diesem Denkmal hochladen | Volksparksiedlung Raderthal                                  | Raderthal Widdiger Str. 2–4                |                                                                                   |         | 25. April 1995     | 7444           |
| Direkt Bild zu diesem Denkmal hochladen | Volksparksiedlung Raderthal                                  | Raderthal Widdiger Str. 8–40               |                                                                                   |         | 25. April 1995     | 7444           |
| Direkt Bild zu diesem Denkmal hochladen | Volksparksiedlung Raderthal                                  | Raderthal Widdiger Str. 13, 17             |                                                                                   |         | 25. April 1995     | 7444           |
| Direkt Bild zu diesem Denkmal hochladen | Volksparksiedlung Raderthal                                  | Raderthal Widdiger Str. 21, 25, 29         |                                                                                   |         | 25. April 1995     | 7444           |